# Pristiphora ruficornis
Pristiphora ruficornis is een vliesvleugelig insect uit de familie van de bladwespen (Tenthredinidae). De wetenschappelijke naam van de soort is voor het eerst geldig gepubliceerd in 1811 door Olivier.